# Ad nutum
Ne doit pas être confondu avec Ad nauseam ou Ad libitum.
Ad nutum est une locution adverbiale, tirée du latin « sur un signe de tête », signifiant en droit une décision prise de façon instantanée et usant d'un pouvoir absolu et discrétionnaire (qui n'est assortie d'aucune condition préalable et n'a pas à être justifiée devant qui que ce soit).

## En France
L'expression est utilisée par exemple pour qualifier la liberté de renvoyer des mandataires de haut niveau hiérarchique, où le mandat suppose une relation de confiance très forte entre mandant et mandataire :
- les préfets sont ainsi révocables ad nutum par le ministre de l'Intérieur ;
- le directeur général d'une société est révocable ad nutum par le conseil d'administration de celle-ci ;
- le supérieur d'une congrégation monastique est ad nutum quand, d'après le droit canon, il est élu pour les besoins d’une situation donnée.